# Johannes Giesberts
Johannes Giesberts est un homme politique allemand, né le 3 février 1865 à Straelen (province de Rhénanie) et mort le 7 août 1938 à Mönchengladbach (République de Weimar).
Membre du Zentrum, il est ministre des Postes de 1919 à 1922.